# 君が人生の時…
『君が人生の時…』（きみがじんせいのとき…）は、1979年12月5日に発売された浜田省吾の5枚目のアルバム。

## 背景
キャッチコピーは『思いを馳せれば、心の高鳴りがよみがえってくる。』。
前作『MIND SCREEN』制作時に歌詞を書けないという状態に陥り、作詞家と組んだ経緯から「ステージで素直に歌えるのは自分が書いた詞なんだ」と分かり、自分の事を素直に見つめ直して書き上げた。自身の青春時代やデビュー後の様々な場面を振り返り、そのひとつひとつをスナップショットのように捉えて描いたアルバムになっている。
当時、シングル「風を感じて」が日清食品『カップヌードル』のCMソングに使われ初のスマッシュヒットを記録し、オリコンチャート最高25位ながら、累計売上は5万枚を超えるヒットを記録した。このヒットの勢いが消えないうちにアルバムを作ろうということになり、かなりタイトなスケジュールで制作された。浜田本人も、このときのレコーディングが一番きつかったと述懐している。
前作『MIND SCREEN』から半年程のインターバルで発売されたが、1年間でオリジナル・アルバムを2枚発売した年は1979年一度だけである。

## 記録
1996年時点での累計売上は366,006枚（アナログ盤・CD・カセットを合わせた総計）。

## 収録曲

### LP盤
| 全作曲: 浜田省吾、全編曲: 水谷公生。 |                            |                    |            |      |
| #                                    | タイトル                   | 作詞               | 作曲・編曲 | 時間 |
| 1.                                   | 「風を感じて」             | 浜田省吾・三浦徳子 | 浜田省吾   | 3:56 |
| 2.                                   | 「ミス・ロンリー・ハート」 | 浜田省吾           | 浜田省吾   | 4:01 |
| 3.                                   | 「さよならにくちづけ」     | 浜田省吾           | 浜田省吾   | 5:03 |
| 4.                                   | 「青春のヴィジョン」       | 浜田省吾           | 浜田省吾   | 3:56 |
| 5.                                   | 「とぎれた愛の物語」       | 浜田省吾           | 浜田省吾   | 4:50 |
| 合計時間:                            | 合計時間:                  | 合計時間:          | 21:46      |      |

| 全作詞: 浜田省吾、全編曲: 水谷公生。 |                    |           |                  |      |
| #                                    | タイトル           | 作詞      | 作曲             | 時間 |
| 1.                                   | 「恋の西武新宿線」 | 浜田省吾  | 浜田省吾         | 4:16 |
| 2.                                   | 「4年目の秋」      | 浜田省吾  | 浜田省吾         | 3:30 |
| 3.                                   | 「今夜はごきげん」 | 浜田省吾  | 浜田省吾         | 3:47 |
| 4.                                   | 「いつかもうすぐ」 | 浜田省吾  | イアン・タイソン | 4:30 |
| 5.                                   | 「君が人生の時…」  | 浜田省吾  | 浜田省吾         | 5:39 |
| 合計時間:                            | 合計時間:          | 合計時間: | 21:42            |      |

### CD盤
| 全編曲: 水谷公生。 |                            |                    |                  |       |
| #                  | タイトル                   | 作詞               | 作曲             | 時間  |
| 1.                 | 「風を感じて」             | 浜田省吾・三浦徳子 | 浜田省吾         | 3:56  |
| 2.                 | 「ミス・ロンリー・ハート」 | 浜田省吾           | 浜田省吾         | 4:01  |
| 3.                 | 「さよならにくちづけ」     | 浜田省吾           | 浜田省吾         | 5:03  |
| 4.                 | 「青春のヴィジョン」       | 浜田省吾           | 浜田省吾         | 3:56  |
| 5.                 | 「とぎれた愛の物語」       | 浜田省吾           | 浜田省吾         | 4:50  |
| 6.                 | 「恋の西武新宿線」         | 浜田省吾           | 浜田省吾         | 4:16  |
| 7.                 | 「4年目の秋」              | 浜田省吾           | 浜田省吾         | 3:30  |
| 8.                 | 「今夜はごきげん」         | 浜田省吾           | 浜田省吾         | 3:47  |
| 9.                 | 「いつかもうすぐ」         | 浜田省吾           | イアン・タイソン | 4:30  |
| 10.                | 「君が人生の時…」          | 浜田省吾           | 浜田省吾         | 5:39  |
| 合計時間:          | 合計時間:                  | 合計時間:          | 合計時間:        | 43:28 |

## 楽曲解説
1. 風を感じて
  - 先行シングル曲で、日清食品『カップヌードル』CMソング。浜田にとって初のヒット曲で、アルバムのセールスを牽引した。
2. ミス・ロンリー・ハート
  - シングル「さよならにくちづけ」のB面曲。
3. さよならにくちづけ
  - 1979年12月12日に、シングルカットされた。
4. 青春のヴィジョン
  - 1980年2月21日に、シングルカットされた。
5. とぎれた愛の物語
  - シングル「青春のヴィジョン」のB面曲。
6. 恋の西武新宿線
  - 愛奴時代の曲。当時は廃盤状態だったアルバム『AIDO』の中でも浜田のお気に入りの曲だったので、リメイクして再録された。
7. 4年目の秋
  - 1992年にフジテレビ系で放送されたテレビドラマ『北の国から'92巣立ち』の挿入歌に使用された。
8. 今夜はごきげん
  - ファーストアルバム『生まれたところを遠く離れて』の頃から出来ていた曲だったが、制作スタッフの意見によりアルバムに収録されていなかった。
9. いつかもうすぐ
  - イアン&シルビアの「SOMEDAY SOON」が原曲で、浜田がカセットに録ってよく聴いたという。あまりに好きでしょうがないので、自分でオリジナルの歌詞を書いてカバーした。
10. 君が人生の時…
  - 2015年1月劇場公開映画『アゲイン 28年目の甲子園』の主題歌として使う予定でリメイクされ、実際に最初の試写では使われたが、その後浜田自身が新曲の提供を申し出たこともあって、最終的に主題歌から外れた[注 1]。その後、ミニ・アルバム『Dream Catcher』への収録に際し、改めてリメイクされている[3]。

## 参加ミュージシャン
- Drums：菊地丈夫・林立夫
- Bass：岡沢茂
- Piano and Keyboards：佐藤準
- Piano：渋井博
- Guitar：水谷公生
- Acoustic Guitar：笛吹利明
- Steel Guitar：石田新太郎
- Percussion：石井宏太郎
- Saxophone：Jake H.Concepcion
- Fiddle：武川雅寛
- Accordion：風間文彦
- Strings：Tomato
- Backing Vocal：町支寛二